# Rescate peligroso
Rescate peligroso es la decimotercera novela de la serie Aprendiz de Jedi, basada en el universo de Star Wars, y está escrita por Jude Watson. Fue publicada por Scholastic Press en inglés (abril de 2001) y por Alberto Santos Editor en español.

## Argumento
La Maestra Jedi Adi Gallia y su Padawan han llegado para ayudar a Obi-Wan Kenobi a salvar a su maestro. Pero la científica Jenna Zan Arbor no se va a dejar coger tan fácilmente y hará lo que sea para descubrir los secretos de la Fuerza.